# Волсбург (Јута)
Волсбург (енгл. Wallsburg) град је у америчкој савезној држави Јута.

## Демографија
По попису из 2010. године број становника је 250, што је 24 (-8,8%) становника мање него 2000. године.
| Група             | 2000.       | 2010.       |
| Белци             | 271 (98,9%) | 244 (97,6%) |
| Афроамериканци    | 0 (0,0%)    | 0 (0,0%)    |
| Азијати           | 0 (0,0%)    | 0 (0,0%)    |
| Хиспаноамериканци | 2 (0,7%)    | 6 (2,4%)    |
| Укупно            | 274         | 250         |